# Constantin Bosianu

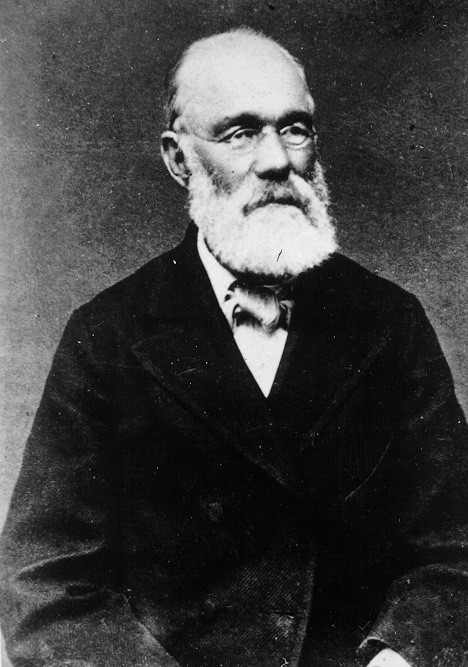
Constantin Bosianu

Constantin Bosianu (* 10. Februar 1815 in Bukarest; † 21. März 1882, ebenda) war ein rumänischer Jurist und Politiker.

## Leben
Der in Bukarest geborene Jurist war Ehrenmitglied der Rumänischen Akademie sowie erster Dekan der Juristischen Fakultät der Universität Bukarest. In der Zeit vom 26. Januar 1865 bis 4. Juni 1865 war der gemäßigt konservative Politiker Ministerpräsident des Landes sowie gleichzeitig Innenminister und Minister für Landwirtschaft und öffentliche Arbeiten. Später übernahm Bosianu für zwei Wochen vom 1. bis 15. Dezember 1878 das Amt des Bürgermeisters der rumänischen Hauptstadt.  Zudem war er vom 29. Mai 1879 bis zum 17. November 1879 Präsident des Senates.
Constantin Bosianu verstarb im Alter von 67 Jahren in Bukarest.